# Топалова Олена Василівна
Топа́лова Оле́на Васи́лівна (нар. 1926) — працівниця сільського господарства, депутат Верховної Ради УРСР 7-го скликання.

## Біографія
Народилася у 1926 році в селі Синюхин Брід Первомайського району Миколаївської області.
Трудову діяльність розпочала у 1939 році в колгоспі імені Леніна м. Первомайська. У 1953 році очолила ланку по вирощуванню цукрових буряків.
Обиралась депутатом Миколаївської обласної ради. У 1967 році обрана депутатом Верховної Ради УРСР 7-го скликання.

## Нагороди
- Орден Трудового Червоного Прапора (1966).